# Antônio Garcia da Cunha
Antônio Garcia da Cunha foi genro de Tomé Portes del-Rei. Antônio foi o responsável pela equipe que descobriu ouro nas proximidades da atual cidade de São João del-Rei por volta de 1704 ou 1705, sendo considerado um de seus fundadores.